# کوریپه
کوریپه (به اسپانیایی: Coripe) یک منطقهٔ مسکونی در اسپانیا است که در سبیا واقع شده‌است. کوریپه ۵۲ کیلومتر مربع مساحت دارد ۳۲۵ متر بالاتر از سطح دریا واقع شده‌است.